# 隆维莱尔
隆维莱尔（法語：Longvillers）是法国卡尔瓦多斯省的一个市镇，属于卡昂区。该市镇总面积6.65平方公里，2009年时的人口为360人。

## 人口
隆维莱尔人口变化图示
| 数据来源：INSEE |